# 풍덕천동
풍덕천동(豊德川洞)은 경기도 용인시 수지구의 동이다. 수지구청이 소재하는 수지구의 중심지로, 좁은 의미로 관습적 명칭 '수지'는 풍덕천동 일원을 가리킨다. 수지(水枝)는 예로부터 풍덕천리, 죽전리와 성복리의 성복천 물줄기가 합쳐진 풍덕천동과 죽전동, 성복동 수계(水系)들이 합수되어 한강(漢江)으로 흐르는 탄천을 이룬다. 풍덕천동은 과거 삼남대로에 속했으며 옛 용인군 수진면(수지면)의 중심지였다. 토월초등학교에는 토월정자(吐月亭子)가 있어 옛 지명의 일단을 유추해 볼 수 있으며, 토월공원에는 노거수(老巨樹) 수령 10~100년 된 느티나무 군이 있다. 풍덕천동은 1987년 수지 전원도시 개발을 시작으로 많은 인구가 유입되어 현재는 아파트단지로 변모되었다. 풍덕천 2동은 2003년 11월 20일 주민자치위원회를 결성하였고, 2005년 1월 12일 주민자치센터가 정식으로 출범했다.

## 역사

### 지명 유래
풍덕천동은 고려시대 용구현(龍駒縣) 수진면(水眞面), 조선시대 태종 13년 용인현(龍仁縣) 수진면(水眞面)이었고 수진면에 속한 행정구역은 성복동(星福洞), 죽전동(竹田洞), 서봉동(瑞峯洞), 신리(新里), 정평리(停坪里), 동막리(東幕里), 손기리(孫基里), 고분현(古分峴)이었다. 『1872년 지방지도(1872年 地方地圖)』 용인현(龍仁縣)에는 풍덕천장기(豊德川場基)라 하여 수진면(水眞面) 명칭으로 토월리, 죽전동, 성복동이 확인되며 탄천 유역을 형성하고 있다. 1895년 용인군(龍仁郡) 수진면(水眞面)의 감바위(玄岩), 대지(枝), 신리(新里), 점촌, 정평리(亭坪里), 내대지(안대지말), 풍덕내(豊德來), 토월리(吐月里) 일대가 풍덕천(豊德川)으로, 1914년 일제강점기 조선총독부령 제 111호 부군면 통폐합(府郡面 統廢合)에 따라 수진면(水眞面)의 풍덕천(豊德川)에서 감바위(玄岩), 점촌, 대지(枝), 내대지(안대지말), 풍덕내(豐德來)를 수지면 죽전리라 하였고, 토월리(吐月里), 신리(新里), 정평리(亭坪里) 일부를 풍덕천리로 통합하여 수지면의 소재지로 삼았다. 본래 수지면 죽전리(죽전동)는 풍덕천(豊德川) 지역으로 포은 정몽주의 면례(緬禮) 행렬이 이어진 풍덕천(풍덕천동) 지역이 음운변화를 일으켜 죽절(竹節)에서 부르기 시작한 것이다. 전해지는 이야기로는 풍덕천의 천(川)자가 원래는 하천의 '내 천(川)'자를 한자화한 것이 아닌 '올래(來)'자였다고 한다. 그렇게 되면 '풍덕래(豊德來)'가 되는데, 그 의미도 '풍덕에서 온다' 또는 '덕이 크신 분이 (풍덕에서) 온다'가 된다. 이러한 지명 해석은 고려 말 충신 포은 정몽주(鄭夢周)의 유택 안치와 풍덕천(豊德川)이라는 지명과 관련있다는 것인데, 본래 개성의 풍덕(豊德)에 있던 포은 정몽주의 묘소를 면례하면서 용인현의 풍덕천(豊德川)을 거쳐 현재 43번 국도를 따라 모현면 능원리의 문수산 아래 묘소를 자리 잡게 되는 과정과 관련된 이야기이다. 포은 정몽주는 선죽교(善竹橋) 피살 후 개경 풍덕군에 일시 평장 되었다가 후에 그의 고향인 경북 영천(永川)으로 천묘(遷墓) 도중 용인(龍仁)에 안치되었다. 그 면례 행렬이 용인현 풍덕천(수지구 풍덕천동)에 이르자 면례 행렬 앞에 세웠던 명정(銘旌)이 바람에 날려 용인현 풍덕천(수지구 죽전동) 대지고개 넘어로 날아가 용인현의 묘소자리에 떨어졌는데 남쪽으로 길을 떠나고자 하면, 포은 정몽주(鄭夢周)의 행여가 움직이질 않아서 할 수 없이 명정이 떨어진 곳으로 가자는 뜻이라 하여 그쪽으로 발길을 돌리자 행여가 움직였고 그래서 용인에 포은 정몽주의 유택(幽宅)이 마련되었다. 당시 포은 정몽주의 행여길은 포은대로로 재현되었다. 하지만『1872년지방지도』에 이미 풍덕천이라는 명칭이 등장하고 있는 것으로 보아 '풍덕래(豊德來)'는 속설로 전해진다. 오히려 '풍덕'이라는 명칭이 이러한 역사적 사건과 관련해 마을 하천이나 마을명으로 자리 잡았다. 『호구총수』에 보면 수진면(水眞面)에는 수상동(水上洞)과 수하동(水下洞), 즉 하천 윗마을과 아랫마을이 등장하는데, 이때의 하천이 풍덕천으로 짐작되고 다른 일설에는 풍덕천의 깊이가 명주 한 필이 들어갈 정도로 깊었는데, 임진왜란 때 왜군이 그 깊은 물에 많이 빠져죽어 '풍덩내'라고 하던 것이 풍덕천이 되었다고 전해지기도 한다.

### 연혁
- 고려(高麗) 명종 02년(1172년) : 용구현으로 개칭. 용구현 광주목.
- 조선(朝鮮) 태종 13년 1413년 : 용인현 수진면(水眞面).
- 조선(朝鮮) 고종 32년(1895년) : 23부제(二十三府制) 실시에 따라 용인현이 용인군(龍仁郡)이 됨. 수진면 감바위(玄岩), 대지(枝), 내대지(안대지말), 풍덕내(풍덕), 신리(新里), 점촌, 정평리(亭坪里), 토월리(吐月里).
- 1914년 : 용인군 수진면(水眞面) 풍덕천(豊德川)에서 감바위(玄岩), 점촌, 대지(枝), 내대지(안대지말), 풍덕내(豊德來)를 수지면 죽전리(죽전동), 토월리(吐月里), 신리(新里), 정평리(亭坪里) 일부를 수지면 풍덕천리(풍덕천동)로 병합함.
- 2001년 12월 24일 : 수지읍이 수지출장소로 승격함에 따라 풍덕천리를 풍덕천 1, 2동으로 전환함.
- 2005년 10월 31일 : 행정기구설치조례 의거 풍덕천 2동에서 신봉동이 분동됨.

## 주요 시설
- 단국대학교 용인시동문회
- 수지119안전센터
- 수지지구대
- 수지구청
- 수지도서관
- 수지구보건소
- 용인시평생학습관
- 용인수지우체국
- 한국지역난방공사 용인지사

## 유적
- 풍덕천 유적에서는 초기백제시대부터 4∼5세기 대에 걸쳐 사용된 백제(漢城百濟)의 수혈유구와 말각장방형 주거지, 토광묘, 주조철부(鑄造鐵斧)와 철도자(鐵刀子), 철가래(鐵加乃) 철제 농공구류, 타날문토기, 장란형토기, 심발형토기, 삼족기(三足器) 등이 다량으로 조사되었다.
- 현재 진산마을 삼성5차아파트 단지내로 바뀐 임진산에 임진산성(壬辰山城)이 발굴되었고 이 산성을 풍덕천리성(豊德川里城)，예진산성(芮陳山城)으로도 불렀다. 용인 임진산성은 발굴조사에서 임진왜란 당시 조선군이 임진산 산정에 토성을 축고하고 한성부를 방어하기 위한 테뫼형 토축 보루로 확인되었다. 진산마을은 임진산이라는 산이름에서 나온 것으로 그 산터에 생긴 마을이라 해서 이름이 붙여졌다. 일제강점기 조선총독부는 식산국(朝鮮總督府 殖産局) 산림과(山林課)에서 제작한 고적대장의 사본을 참고하여 1942년 『조선보물고적조사자료朝鮮寶物古蹟調査資料』를 출간하였고 이 보고에서 "구상(丘上)의 땅을 고른 것으로 주위(周圍) 약 50칸(90m) 풍덕천진지(豊德川陣址)라 칭한다. 임진역(壬辰役) 일본군이 쌓은 것이라 한다."고 처음 기록되었다. 1971년 『전국유적목록(全國遺蹟目錄)』과 1977년 『문화유적총람(文化遺蹟總攬)』에서도 같은 기록이 존재한다. 임진왜란 당시 용인 광교산 전투에서 조선군이 사용한 것으로 보이는 총통을 비롯한 무기류, 청동기시대의 무문 토기류, 삼국시대 격자문 타날문토기류 등이 발굴되었다. 조선시대로 올라가면 중국제 청화백자, 기와류 등도 출토된 복합유적으로 출토된 자기는 대부분 조선백자(韓國白磁)이다. 임진산성(壬辰山城)에서 출토된 조선백자는 도립삼각형에 회백색, 설백색 유조의 상품백자류와 죽절굽에 상번을 한 회청백색 유조의 하품 백자류를 볼 수 있으며 대다수는 상품백자류가 출토되었다.

## 교통
- 분당선 죽전역
- 신분당선 수지구청역

## 도로
- 국도 제43호선

- 용인시 수지구 상현동 ― 성복동 ― 풍덕천동 ― 죽전동

## 아파트
| 단지명                     | 건설사              | 시행사                  | 주소                        | 입주        | 비고 |
| -------------------------- | ------------------- | ----------------------- | --------------------------- | ----------- | ---- |
| 신정마을 2단지 현대프라임  | 현대산업개발        | 프라임산업㈜ ㈜신안주택 | 수지구 정평로 89            | 2000년 2월  |      |
| 신정마을 3단지 극동임광    | 임광토건㈜ 극동건설 | 임광토건㈜ 극동건설     | 수지구 정평로 73            | 2000년 5월  |      |
| 신정마을 5단지 성지        | 성지건설㈜          | 성지건설㈜              | 수지구 정평로 61            | 2000년 5월  |      |
| 신정마을 6단지 우성        | 우성건설㈜          | 한국토지신탁            | 수지구 정평로 41            | 2000년 5월  |      |
| 신정마을 6단지 진흥        | 진흥기업            | 진흥기업㈜              | 수지구 풍덕천로 19          | 1999년 12월 |      |
| 신정마을 6단지 상록        | 진흥기업            | 공무원연금공단          | 수지구 풍덕천로 33          | 2000년 1월  |      |
| 신정마을 7단지 상록        | 진흥기업            | 공무원연금공단          | 수지구 풍덕천로 75          | 2000년 1월  |      |
| 신정마을 1단지 주공        | ㈜한양              | 대한주택공사            | 수지구 풍덕천로 91          | 2000년 3월  |      |
| 신정마을 9단지 주공        | 삼익건설㈜          | 대한주택공사            | 수지구 풍덕천로 76          | 2000년 5월  |      |
| 신정마을 8단지 현대성우    | 고려산업개발㈜      |                         | 수지구 풍덕천로 52          | 1999년 11월 |      |
| 진산마을 래미안 수지6차    | 삼성물산㈜ 건설부문 | 삼성물산㈜ 건설부문     |                             | 2002년 2월  |      |
| 진산마을 래미안 수지7차    | 삼성물산㈜ 건설부문 | 삼성물산㈜ 건설부문     |                             | 2002년 11월 |      |
| 진산마을 래미안 수지5차    | 삼성물산㈜ 건설부문 | 삼성전자                |                             | 2003년 7월  |      |
| 정자뜰마을 데시앙 태영 1차 | ㈜태영              | ㈜국도이앤씨            | 수지구 수지로 166           | 2004년 4월  |      |
| 정자뜰마을 데시앙 태영 2차 | ㈜태영              | 태영건설                | 수지구 풍덕천로22번길 67    | 2006년 4월  |      |
| e편한세상 수지             | 대림산업            | ㈜아시아신탁            | 수지구 포은대로313번길 7-10 | 2017년 8월  |      |
| 수지 파크 푸르지오         | 대우건설            | ㈜수지미래도시개발      | 수지구 풍덕천로171번길 9    | 2019년 3월  |      |

## 사진

풍덕천동 소재 용인수지우체국
임진산성유적기념관
풍덕천2동의 풍덕천
풍덕천을 가로지르는 백설교
성복천을 가로지르는 다리
정평천이 합류한 이후의 성복천
정평천 모습

## 같이 보기
- 수지구
- 수지구 죽전동
- 수지구 성복동
- 수지구 동천동
- 수지구 신봉동
- 성복천
- 정평천
- 탄천
- 용인시
- 용인 임진산성